# David Hedison
David Hedison o Al Hedison (20 de mayo de 1927-18 de julio de 2019) fue un actor estadounidense.

## Biografía
Nacido en Providence, Rhode Island, EUA, comenzó su carrera actuando en las series para televisión Kraft Television Theatre (1955) y Star Tonight. Es recordado por su papel en el clásico de terror The Fly (1958) junto a Vincent Price, y también por su papel del agente de la CIA "Felix Leiter", en dos películas de la saga James Bond, Live and Let Die (1973) con Roger Moore y Licence to Kill (1989) con Timothy Dalton.
En 1964 es convocado para interpretar el papel del capitán Crane en la serie Viaje al fondo del mar, junto a Richard Basehart. Como invitado pasó, entre otras muchas, por series como Perry Mason, El Santo, El F.B.I. en Acción, Centro Médico, La Mujer Maravilla, El equipo A, El coche fantástico y Los ángeles de Charlie.

## Filmografía
- 1957: Duelo en el Atlántico
- 1958: The Fly
- 1958: The Son of Robin Hood
- 1960: The Lost World
- 1961: Marines, Let's Go
- 1964: Viaje al Fondo del Mar (serie de televisión) como el capitán Lee Crane
- 1965: The Greatest Story Ever Told
- 1970: Kemek
- 1973: Live and Let Die como Félix Leiter
- 1974: The Cat Creature (telefilm)
- 1977: Wonder Woman 1977 T3 E7 The Queen and the Thief como Evan Robley
- 1978: Colorado C.I. (telefilm)
- 1979: North Sea Hijack
- 1982: The Awakening of Cassie
- 1983: Kenny Rogers as The Gambler: The Adventure Continues (telefilm)
- 1984: The Naked Face, sobre la novela homónima de Sidney Sheldon
- 1986: Smart Alec
- 1989: Licence to Kill como Félix Leiter
- 1990: Undeclared War
- 1999: Fugitive Mind
- 2001: Mach 2
- 2001: Megiddo
- 2004: Spectres
- 2005: The Reality Trap